# Dewey Martin (Schauspieler)
Dewey Martin (* 8. Dezember 1923 in Katemcy, Texas; † 9. April 2018 in San Pedro, Kalifornien) war ein US-amerikanischer Schauspieler.

## Leben und Karriere
Geboren in Texas und aufgewachsen in Alabama, wandte sich Dewey Martin der Schauspielerei nach seinem Dienst im Zweiten Weltkrieg zu. Er arbeitete zunächst einige Jahre beim Theater, ehe er 1949 in einer kleinen Rolle als Krimineller in Nicholas Rays Film Vor verschlossenen Türen sein Filmdebüt absolvierte. Schnell folgten wichtigere Nebenrollen für Martin, so auch im Science-Fiction-Klassiker Das Ding aus einer anderen Welt unter Produktion von Star-Regisseur Howard Hawks. Dieser betraute den gutaussehenden, muskulösen Martin auch mit zweiten Hauptrollen im Western The Big Sky – Der weite Himmel von 1952 an der Seite von Kirk Douglas und in dem aufwendigen Monumentalfilm Land der Pharaonen aus dem Jahr 1955. Ebenfalls 1955 verkörperte er den kleinen Bruder von Humphrey Bogarts Hauptfigur in dem Kriminalfilm An einem Tag wie jeder andere unter Regie von William Wyler. In der Komödie 10.000 Schlafzimmer, dem ersten Film von Dean Martin ohne seinen bis dahin regelmäßigen Filmpartner Jerry Lewis, übernahm Dewey Martin die zweite männliche Hauptrolle hinter seinem Namensvetter.
Trotz größerer Filmrollen in den 1950er-Jahren blieb Dewey Martin insgesamt der Durchbruch zum Filmstar verwehrt, was möglicherweise auch an einer teilweise unkonventionellen Rollenwahl lag. Ende der 1950er-Jahre ließ sein Erfolg merklich nach; in den 1960er-Jahren erhielt er fast nur noch Angebote für zweitklassige Kinofilme oder für Gastrollen in Fernsehserien wie Am Fuß der blauen Berge, Hawaii Fünf-Null oder Lassie. Einer seiner wenigen hochkarätigen Filme war das Kriegsepos Der längste Tag von 1962, in dem er eine kleinere Rolle als Soldat hatte. In den 1970er-Jahren zog sich Martin allmählich aus dem Filmgeschäft zurück und widmete sich seiner Familie und seinen Aktivitäten im Immobiliengeschäft. Insgesamt umfasst sein filmisches Schaffen zwischen 1949 und 1978 rund 50 Film- und Fernsehproduktionen.
Ein Cousin von ihm war der Politiker Ross Bass. Dewey Martin war zweimal verheiratet, darunter von 1956 bis 1959 mit der Sängerin Peggy Lee. Dewey Martin starb im April 2018 im Alter von 94 Jahren im kalifornischen San Pedro, was allerdings erst vier Monate später bekannt gemacht wurde.

## Filmografie (Auswahl)
- 1949: Vor verschlossenen Türen (Knock on Any Door)
- 1949: Kesselschlacht (Battleground)
- 1950: The Golden Gloves Story
- 1950: Reiter ohne Gnade (Kansas Raiders)
- 1951: Das Ding aus einer anderen Welt (The Thing from Another World)
- 1951: Die Flamme von Arabien (Flame of Araby)
- 1952: The Big Sky – Der weite Himmel (The Big Sky)
- 1954: Tennessee Champ
- 1954: Prisoner of War
- 1954: Verwegene Landung (Men of the Fighting Lady)
- 1955: Land der Pharaonen (Land of the Pharaohs)
- 1955: An einem Tag wie jeder andere (The Desperate Hours)
- 1956: Viva Las Vegas (Meet Me in Las Vegas)
- 1956: Auch Helden können weinen (The Proud and Profane)
- 1957: 10.000 Schlafzimmer (Ten Thousand Bedrooms)
- 1957–1960: Abenteuer im wilden Westen (Zane Grey Theater, Fernsehserie, 3 Folgen)
- 1960: Twilight Zone (The Twilight Zone, Fernsehserie, Folge I Shot an Arrow into the Air)
- 1960–1961: Walt Disneys bunte Welt (Disney-Land, Fernsehserie, 4 Folgen)
- 1962: Der längste Tag (The Longest Day)
- 1963: Am Fuß der blauen Berge (Laramie, Fernsehserie, Folge The Stranger)
- 1963: Im Tal der Apachen (Savage Sam)
- 1963/1964: Amos Burke (Burke’s Law, Fernsehserie, 2 Folgen)
- 1964: Flight to Fury
- 1966: Tennisschläger und Kanonen (I Spy, Fernsehserie, Folge One of Our Bombs Is Missing)
- 1967: Lassie (Fernsehserie, 2 Folgen)
- 1970: Hawaii Fünf-Null (Hawaii Five-O, Fernsehserie, Folge Force of Waves)
- 1970/1971: Mannix (Fernsehserie, 2 Folgen)
- 1971: Einsatz im Pazifik (Assault on the Wayne, Fernsehfilm)
- 1972: Kobra, übernehmen Sie (Mission: Impossible, Fernsehserie, Folge Leona)
- 1973: FBI (The F.B.I., Fernsehserie, Folge The Wedding Gift)
- 1974: Sieben allein (Seven Alone)
- 1975: Petrocelli (Fernsehserie, Folge Terror by the Book)
- 1978: Police Story (Fernsehserie, Folge A Chance to Live)